# Persone di nome Jeanne
| Questa pagina contiene informazioni ricavate automaticamente dalle voci biografiche con l'ausilio del template Bio e di un bot. L'aggiornamento è periodico e automatico e ricostruisce completamente la pagina. Se manca una persona in questa lista, sei pregato di non aggiungerla, ma accertati piuttosto che la sua voce biografica contenga il template Bio e che i dati anagrafici siano correttamente compilati. Se il template Bio manca, inseriscilo tu stesso o, in alternativa, metti l'avviso {{tmp\|Bio}} che ne segnala la mancanza. Se i dati riportati sono sbagliati, correggi direttamente la voce biografica; le modifiche saranno visibili in questa lista entro pochi giorni. Per chiarimenti vedi il progetto antroponimi. La lista contiene solo le 102 persone che sono citate nell'enciclopedia e per le quali è stato implementato correttamente il template Bio. Pagina aggiornata al 22 lug 2025. |

Questa è una lista di persone presenti nell'enciclopedia che hanno il nome Jeanne, suddivise per attività principale.

## Alpiniste(1)
- Jeanne Immink, alpinista e sportiva olandese (Amsterdam, n. 1853 - Milano, † 1929)

## Archeologhe(1)
- Isabelle Hittorff, archeologa francese (Parigi, n. 1832 - Parigi, † 1889)

## Artiste(1)
- Jeanne Kosnick-Kloss, artista tedesca (Głogów, n. 1892 - Parigi, † 1966)

## Astronome(1)
- Jeanne Dumée, astronoma francese (n. 1660 - † 1706)

## Attiviste(1)
- Jeanne Schmahl, attivista francese (Gran Bretagna, n. 1846 - Parigi, † 1915)

## Attrici(16)
- Jeanne d'Alcy, attrice francese (Vaujours, n. 1865 - Versailles, † 1956)
- Jeanne Aubert, attrice e cantante francese (Parigi, n. 1900 - Coubert, † 1988)
- Jeanne Balibar, attrice francese (Parigi, n. 1968)
- Jeanne Bates, attrice statunitense (Berkeley, n. 1918 - Los Angeles, † 2007)
- Jeanne Cagney, attrice statunitense (New York, n. 1919 - Newport Beach, † 1984)
- Jeanne Carmen, attrice statunitense (Paragould, n. 1930 - Irvine, † 2007)
- Jeanne Carpenter, attrice statunitense (Kansas City, n. 1916 - Oxnard, † 1994)
- Jeanne Crain, attrice statunitense (Barstow, n. 1925 - Santa Barbara, † 2003)
- Jeanne Eagels, attrice e showgirl statunitense (Kansas City, n. 1890 - New York, † 1929)
- Nikki Griffin, attrice statunitense (Vicksburg, n. 1978)
- Jeanne Herry, attrice e regista francese (n. 1978)
- Jeanne Marie-Laurent, attrice francese (Parigi, n. 1877 - Lagny-sur-Marne, † 1964)
- Mistinguett, attrice e cantante francese (Enghien-les-Bains, n. 1875 - Bougival, † 1956)
- Jeanne Moreau, attrice, cantante e regista francese (Parigi, n. 1928 - Parigi, † 2017)
- Jeanne Tripplehorn, attrice, conduttrice televisiva e conduttrice radiofonica statunitense (Tulsa, n. 1963)
- Jeanne Valérie, attrice francese (Parigi, n. 1941 - † 2020)

## Attrici teatrali(3)
- Alphonsine, attrice teatrale francese (Parigi, n. 1829 - Asnières, † 1883)
- Jeanne Bourguignon Olivier Pitel de Beauval, attrice teatrale francese (n. 1647 - Parigi, † 1720)
- Jeanne Samary, attrice teatrale francese (Neuilly-sur-Seine, n. 1857 - Parigi, † 1890)

## Biatlete(1)
- Jeanne Richard, biatleta francese (Thonon-les-Bains, n. 2002)

## Biologhe(1)
- Jeanne Villepreux-Power, biologa francese (Juillac, n. 1794 - Juillac, † 1871)

## Cantanti(2)
- Jeanne Lee, cantante e compositrice statunitense (New York, n. 1939 - Tijuana, † 2000)
- Jeannie C. Riley, cantante statunitense (Stamford, n. 1945)

## Cantautrici(4)
- Jeanne Added, cantautrice francese (Reims, n. 1980)
- Jeanne Cherhal, cantautrice francese (Nantes, n. 1978)
- Jain, cantautrice francese (Tolosa, n. 1992)
- Jeanne Mas, cantautrice e attrice francese (Alicante, n. 1958)

## Cestiste(2)
- Jeanine Garnier, cestista, altista e lunghista francese (Mulhouse, n. 1912 - Albi, † 2005)
- Jeanne Senghor, ex cestista senegalese (Gorée, n. 1982)

## Cicliste su strada(1)
- Jeanne Korevaar, ciclista su strada olandese (Groot-Ammers, n. 1996)

## Compositrici(1)
- Jane Vieu, compositrice francese (Béziers, n. 1871 - Parigi, † 1955)

## Direttrici della fotografia(1)
- Jeanne Lapoirie, direttrice della fotografia francese (Parigi, n. 1963)

## Esploratrici(1)
- Jeanne Baret, esploratrice francese (La Comelle, n. 1740 - Saint-Aulaye, † 1807)

## Etnologhe(1)
- Jeanne Favret-Saada, etnologa francese (Tunisia, n. 1934)

## Falsarie(1)
- Jeanne de Divion, falsaria francese (n. 1293 - Parigi, † 1331)

## Filosofe(1)
- Jeanne Hersch, filosofa svizzera (Ginevra, n. 1910 - Ginevra, † 2000)

## Giocatrici di croquet(1)
- Jeanne Filleul-Brohy, giocatrice di croquet francese (Parigi, n. 1867 - Le Loroux-Bottereau, † 1937)

## Giornaliste(4)
- Jeanne Deroin, giornalista e attivista francese (Parigi, n. 1805 - Londra, † 1894)
- Jeanne Moos, giornalista statunitense (Pittsburgh, n. 1950)
- Jeanne Perego, giornalista e scrittrice italiana (Milano, n. 1958)
- Jeanne Sauvé, giornalista e politica canadese (Prud'homme, n. 1922 - Montréal, † 1993)

## Golfiste(1)
- Jeanne Froment-Meurice, golfista francese (Blida, n. 1878 - Versailles, † 1965)

## Litografe(1)
- Jeanne Granès, litografa, pittrice e disegnatrice francese (Parigi, n. 1870 - Parigi, † 1923)

## Mezzosoprani(1)
- Jane Berbié, mezzosoprano francese (Villefranche-de-Lauragais, n. 1931)

## Militari(1)
- Jeanne M. Holm, militare statunitense (Portland, n. 1921 - Annapolis, † 2010)

## Mistiche(1)
- Jeanne de Salzmann, mistica svizzera (Reims, n. 1889 - Parigi, † 1990)

## Modelle(2)
- Jeanne Beck, modella francese (n. 1947)
- Jeanne Juilla, modella francese (Villeneuve-sur-Lot, n. 1910 - Saint-Aubin-lès-Elbeuf, † 1996)

## Nobildonne(4)
- Jeanne Françoise de Foix, nobildonna francese († 1542)
- Jeanne Baptiste d'Albert de Luynes, nobildonna francese (Parigi, n. 1670 - Parigi, † 1736)
- Jeanne de Pontevès-Cabanes, nobildonna francese († 1555)
- Jeanne de Saint-Rémy de Valois, nobildonna francese (Fontette, n. 1756 - Londra, † 1791)

## Nobili(2)
- Jeanne de Clisson, nobile e pirata francese (n. 1300 - † 1359)
- Jeanne de Laval, nobile francese (Auray, n. 1433 - Maine e Loira, † 1498)

## Nuotatrici(1)
- Jeanne Clair, nuotatrice artistica francese (n. 2006)

## Organiste(1)
- Jeanne Demessieux, organista, pianista e compositrice francese (Montpellier, n. 1921 - Parigi, † 1968)

## Partigiane(2)
- Jeanne Brousse, partigiana francese (Saint-Pierre-de-Curtille, n. 1921 - Annecy, † 2017)
- Jeanne Daman, partigiana e insegnante belga (Belgio, n. 1918 - Carolina del Nord, † 1986)

## Pattinatrici di velocità su ghiaccio(1)
- Jeanne Ashworth, pattinatrice di velocità su ghiaccio statunitense (Burlington, n. 1938 - Wilmington, † 2018)

## Pianiste(2)
- Jeanne Leleu, pianista e compositrice francese (Saint-Mihiel, n. 1898 - Parigi, † 1979)
- Jeanne You, pianista sudcoreana (Yeosu, n. 1978)

## Pittrici(2)
- Jeanne Hébuterne, pittrice francese (Meaux, n. 1898 - Parigi, † 1920)
- Jeanne Jacquemin, pittrice e disegnatrice francese (Parigi, n. 1863 - Parigi, † 1938)

## Politiche(1)
- Jeanne Barseghian, politica francese (Suresnes, n. 1980)

## Religiose(6)
- Jeanne Chézard de Matel, religiosa francese (Roanne, n. 1596 - Parigi, † 1670)
- Jeanne Delanoue, religiosa e santa francese (Saumur, n. 1666 - Saumur, † 1736)
- Jeanne Fontbonne, religiosa francese (Bas-en-Basset, n. 1759 - Lione, † 1843)
- Jeanne Haze, religiosa belga (Liegi, n. 1782 - Liegi, † 1876)
- Jeanne Jugan, religiosa francese (Cancale, n. 1792 - Saint-Pern, † 1879)
- Jeanne Émilie de Villeneuve, religiosa francese (Tolosa, n. 1811 - Castres, † 1854)

## Rivoluzionarie(1)
- Jeanne Labourbe, rivoluzionaria francese (Lapalisse, n. 1877 - Odessa, † 1919)

## Schermitrici(1)
- Jeanne Colignon, schermitrice francese (n. 1981)

## Scrittrici(8)
- Juliette Récamier, scrittrice francese (Lione, n. 1777 - Parigi, † 1849)
- Jeanne Birdsall, scrittrice statunitense (Filadelfia, n. 1951)
- Jeanne Louise Henriette Campan, scrittrice francese (Parigi, n. 1752 - Mantes-la-Jolie, † 1822)
- Jeanne Carola Francesconi, scrittrice italiana (Napoli, n. 1903 - Napoli, † 1995)
- Jeanne DuPrau, scrittrice statunitense (San Francisco, n. 1944)
- Jeanne Kalogridis, scrittrice statunitense (Florida, n. 1954)
- Jeanne Wakatsuki Houston, scrittrice statunitense (Inglewood, n. 1934 - Santa Cruz, † 2024)
- Jeanne Julie Éléonore de Lespinasse, scrittrice francese (Lione, n. 1732 - Parigi, † 1776)

## Scultrici(1)
- Jeanne Itasse-Broquet, scultrice francese (Parigi, n. 1867 - Parigi, † 1941)

## Soprani(1)
- Jeanne Granier, soprano francese (Parigi, n. 1852 - Parigi, † 1939)

## Stiliste(1)
- Jeanne Paquin, stilista francese (Saint-Denis, n. 1869 - Parigi, † 1936)

## Storiche dell'arte(1)
- Jeanne Modigliani, storica dell'arte e saggista italiana (Nizza, n. 1918 - Parigi, † 1984)

## Supercentenarie(2)
- Jeanne Bot, supercentenaria francese (Mont-Louis, n. 1905 - Perpignano, † 2021)
- Jeanne Calment, supercentenaria francese (Arles, n. 1875 - Arles, † 1997)

## Tenniste(4)
- Jeanne Arth, ex tennista statunitense (Saint Paul, n. 1935)
- Jeanne Evert, tennista statunitense (Fort Lauderdale, n. 1957 - Delray Beach, † 2020)
- Jeanne Matthey, tennista francese (Alessandria d'Egitto, n. 1886 - Parigi, † 1980)
- Jeanne Vaussard, tennista francese (Parigi, n. 1891 - Parigi, † 1977)

## Tuffatrici(2)
- Jeanne Collier, ex tuffatrice statunitense (Indianapolis, n. 1946)
- Jeanne Stunyo, ex tuffatrice statunitense (Gary, n. 1936)

## Violiniste(2)
- Jeanne Gautier, violinista francese (Asnières, n. 1898 - Neuilly-sur-Seine, † 1974)
- Jeanne Lamon, violinista e direttrice d'orchestra statunitense (New York, n. 1949 - Victoria, † 2021)

## Senza attività specificata(3)
- Jeanne Duval, haitiana (Jacmel, n. 1820 - Parigi, † 1862)
- Fortunée Hamelin, francese (Santo Domingo, n. 1776 - Parigi, † 1851)
- Jeanne Hachette, francese